# Città di Queanbeyan
La città di Queanbeyan è una Local Government Area che si trova nel Nuovo Galles del Sud. Essa si estende su una superficie di 172 chilometri quadrati e ha una popolazione di 37.991 abitanti. La sede del consiglio si trova a Queanbeyan.